# Papillacarus spinosus
Papillacarus spinosus är en kvalsterart som beskrevs av Alzuet 1972. Papillacarus spinosus ingår i släktet Papillacarus och familjen Lohmanniidae. Inga underarter finns listade i Catalogue of Life.